# بنابل
بنابيل هي إحدى القرى اللبنانية من قرى قضاء المتن في محافظة جبل لبنان. وأغلب سكانها هم من المسيحيين.